# آرنولد وولفرز
كان آرنولد أوسكار وولفرز (14 يونيو 1892 – 16 يوليو 1968) محاميًا واقتصاديًا ومؤرخًا وباحثًا في العلاقات الدولية من أصل أمريكي سويسري، اشتهر لعمله في جامعة ييل ولكونه رائدًا في الواقعية الكلاسيكية في العلاقات الدولية.
مع نيله تعليمه في بلده الأم سويسرا وفي ألمانيا، كان وولفرز محاضرًا في الأكاديمية الألمانية في برلين في أواخر العشرينيات من القرن العشرين ومن ثم أصبح مدير الأكاديمية في أوائل الثلاثينيات من القرن نفسه.
ولكونه امتلك في البداية مشاعر تعاطف مع أفكار ألمانيا النازية، غادر وولفرز البلاد ليصبح أستاذًا زائرًا في جامعة ييل في عام 1933، وبقي وهناك وأصبح مواطنًا أمريكيًا في عام 1939. في عام 1935 شارك وولفرز في تأسيس معهد ييل للدراسات الدولية ذائع الصيت. وبصفته عميدًا لكلية بيرسون في ييل، لعب وولفرز دورًا بارزًا خلال الحرب العالمية الثانية بتعيينه موظفين جدد في مكتب الخدمات الاستراتيجية. في عام 1957 ترك وولفرز جامعة ييل وأصبح مديرًا لمركز واشنطن لأبحاث السياسة الخارجية في جامعة جونز هوبكينز، حيث شغل ذلك المنصب حتى تقاعده في عام 1965.
كان العملان الأشهر الذين ألفهما وولفرز هما بريطانيا وفرنسا بين الحربين (1940)، والذي كان دراسة لسياستين خارجيتين خلال فترة ما بين الحربين، وتنافر وتعاون: مقالات في السياسة الدولية (1962)، والذي كان مجموعة من الأوراق حول نظرية العلاقات الدولية.

## نشأته وتعليمه
ولد آرنولد أوسكار وولفرز في 14 من شهر يونيو من عام 1892 في سانت غالن، سويسرا، لوالديه أوتو غوستاف وولفرز (1860 - 1945) وكلارا يوجين هيرشفيلد (1869 - 1950). كان والده تاجرًا من نيويورك هاجر إلى سويسرا وحصل على الجنسية السويسرية في عام 1905، في حين كانت والدته من أسرة يهودية في سانت غالن. كبر آرنولد في سانت غالن والتحق بالمدرسة الإعدادية الداخلية هناك، وحاز على تأهيل أبيتور.
درس وولفرز القانون في جامعات لوزان وميونيخ وبرلين بدءًا من العام 1912، وحصل على شهادة (زوغنيس) من جامعة برلين. وخدم كملازم أول في مشاة الجيش السويسري، وكان ذلك جزءًا من الفترة التي خدم فيها من شهر مايو في عام 1914 حتى شهر مارس من عام 1915، وهي فترة شهدت في جزء منها حفاظ سويسرا على حالة حياد عسكري خلال الحرب العالمية الأولى. بدأ وولفرز بالدراسة في جامعة زيوريخ في صيف العام 1915. وتخرج بامتياز مع مرتبة الشرف من هناك بعد حصوله على شهادة جاي يو دي في القانون الكنسي والمدني في شهر أبريل من عام 1917.
مع قبوله في نقابة المحامين في سويسرا في عام 1917، مارس وولفرز المحاماة في سانت غالن منذ عام 1917 حتى عام 1919. عززت حقيقة أنه قد شهد الحرب والمصاعب التي واجهتها في أعقاب الحرب عصبة الأمم التي كان مقرها يقع في جنيف تشككه حيال حياد سويسرا ودفعته نحو موقف محافظ يتعلق بقدرة البلدان على تجنب صراع مسلح. من الجهة الأخرى، قدمت له خلفيته السويسرية مثالًا عن إمكانية ازدهار اتحاد كانتونات سويسرا متعدد اللغات.
في عام 1918، تزوج وولفرز دوريس إيمي فورير. كانت دوريس ابنة السياسي السويسري روبيرت فورير، الذي كان قد انتخب بصفته عضوًا في الحزب السويسري الديمقراطي الحر من سانت غالن في المجلس الوطني في الانتخابات الفيدرالية السويسرية لعام 1908، واحتفظ بذلك المنصب حتى عام 1924 وترأس التجمع الديمقراطي الراديكالي (1918 - 1924). درست دوريس الفنون والتحقت بكلية الفنون الجميلة في جنيف وبجامعة جنيف أيضًا، وأمضت عامًا في أكاديمية الفنون الجميلة في ميونيخ خلال المراحل الأولى من الحرب العالمية الأولى.
درس وولفرز الاقتصاد والعلوم السياسية في جامعتي ميونيخ وزيوريخ منذ عام 1920 حتى عام 1924، وأنهى دراسته في جامعة زيوريخ بحصوله على الشهادة في شهر أبريل من عام 1920. نال وولفرز شهادة الدكتوراه من جامعة جيسن في ألمانيا في عام 1924. خلال تلك الفترة، تمكن وولفرز بفضل قدراته واللغات التي كان يتقنها من أن يقوم بدور مترجم فوري في بعض الحالات. وسافر في البداية إلى الولايات المتحدة الأمريكية في عام 1924 ألقى محاضرات لحضور متنوع.

## المسيرة الأكاديمية في ألمانيا
حسب رواية انتشرت في وقت لاحق، هاجر وولفرز إلى ألمانيا في أعقاب نهاية الحرب العالمية الأولى، في حين تقول رواية أخرى أنه عاش في ألمانيا بدءًا من العام 1921. تصور قصص في الصحافة المعاصرة الصادرة في الولايات المتحدة وولفرز بأنه مواطن سويسري حتى عام 1926 على أقل تقدير. في عام 1933 تصفه بعض القصص بأنه ألماني سويسري أو سويسري الأصل حصل على الجنسية الألمانية. إلا أنه وصف في عام 1940 بأنه سويسري قبل أن يحصل على الجنسية الأمريكية، وهو أمر تذكره أيضًا رواية تاريخية لاحقة أخرى.
منذ عام 1924 حتى عام 1930، كان وولفرز محاضرًا في العلوم السياسية في المعهد الألماني للسياسة في برلين. ومع ترأسه من قبل إرنست جايك، اعتبر المعهد أفضل كليات برلين لدراسة السلوك السياسي. وفي عام 1927، تولى وولفرز واجبات إضافية تمثلت بأن يكون المشرف على الدراسات. كان وولفرز واحدًا من أوائل الأشخاص في الحلقة حول عالم اللاهوت اللوثري بول تيليش، وقدم هو ودوريس دعمًا اقتصاديًا كان تيليش بأمس الحاجة إليه في برلين خلال التضخم في فترة جمهورية فايمار. وبذلك ربما اعتبر وولفرز اشتراكيًا دينيًا. جذب هوتشول العديد من الاشتراكيين الدينيين، الذين أبدوا اهتمامًا في دمج التطور الروحي مع الإصلاح الاجتماعي في محاولة لتقديم بديل جذاب عن الماركسية.
أصبح وولفرز مدير المعهد الألماني للسياسة منذ عام 1930 حتى عام 1933، الذي كان يترأسه جايك. قام كل من وولفرز وجايك بجولات للمحاضرة في أمريكا، وأقاموا صلات هناك وأمنوا تمويلًا لمنشورات ومكتبة المعهد الألماني للسياسة من مؤسسة كارنيغي للسلام الدولي ومؤسسة روكفيلر. مولت مؤسسة كارنيغي برنامجي محاضرين زائرين، كان أحدهما هاجو هولبورن. وفي فترة شهدت اضطرابات طلابية كبيرة، قاد وولفرز جلسات نقاش شعبية فصلية تتعلق بالأوضاع في الشؤون الدولية.
بين عامي 1929 و1933، كان وولفرز برايفيتدوزينت (أستاذًا جامعيًا مساعدًا تقريبًا) في الاقتصاد في جامعة برلين. وكان ناشطًا في منظمة خدمة الطلاب الدوليين وترأس مؤتمرها السنوي في عام 1931، الذي عقد خلال فترة الكساد الكبير، في كلية ماونت هوليوك في الولايات المتحدة الأمريكية. في خطابه أمام أعضاء المنظمة، حث وولفرز بريطانيا العظمى والولايات المتحدة الأمريكية على إرسال المزيد من المساعدات إلى أوروبا القارية: «ما تحتاجه أوروبا ليس إعلانات عمومية للسلام والتعاون، لقد سئم الناس من هذه الأمور. نحتاج اقتراحات للمساعدة في التغلب على المصاعب الملحة الملموسة».
شهد وولفرز، شأنه شأن أكاديميين ألمان آخرين، بأم عينه انهيار جمهورية فايمار ووصول الحزب النازي إلى السلطة. وفي حين أدرك بعض الأكاديميين على الفور واقع النازية، لم يدرك وولفرز، وجايك أيضًا، ذلك. كان لدى وولفرز إيمان بنظرية الرجل العظيم، ووسعها لتشمل دور الأمم العظمى، وكان منجذبًا نحو فكرة الأعمال المذهلة في العلاقات الدولية، وهكذا وجد جاذبية في الخطاب النازي. بهذه الطريقة كان وولفرز يميل إلى أن يكون منسجمًا مع بعض أهداف السياسة الخارجية للنظام النازي، ولا سيما في الشرق، ظنًا منه أن هذه الأهداف قد تلعب دورًا في استعادة توازن القوى في أوروبا. أما في ما يتعلق بالجوانب الأخرى للنازيين، أخفق وولفرز في استيعاب كم العنصرية والسلطوية الرئيسيين في الأيديولوجيا النازية. في مقال صدر في مجلة إنتناشيونال أفيرز في شهر نوفمبر من عام 1932، تنبأ وولفرز بأن «هتلر، حتى مع ميوله غير الديمقراطية كلها، مفتون بحقيقة أنه يقود حركة جماهيرية ... ولذلك قد يصبح، بصورة لا تتماشى مع برنامجه الأصلي، قوة تخلق الديمقراطية. وكلما ما مضينا أبعد، تزايد احتمال أن تبرز إلى السطح هذه السمة لحركته كضمان ضد الرجعية الاجتماعية».
سيطر هتلر في ماتشتيرغريفونغ في شهر يناير من عام 1933. عند نقطة ما، صنف وولفرز، «نصف اليهودي» (هالبجودي) بلغة الرايخ الثالث، بأنه «غير مرغوب به» (أونرفونشت) من قبل النظام الجديد. في أواخر شهر أبريل من عام 1933، عرض على وولفرز منصب أستاذ زائر في العلاقات الدولية في جامعة ييل، وفي أواخر شهر مايو، أعلن تعيينه من قبل جامعة ييل، وكلف وولفرز بجامعة ييل للدراسات العليا، حيث كان سيحاضر في اقتصاد العالم والحكومات الأوروبية. أيضًا في شهر مايو، شغل وولفرز منصب المقرر العام لمؤتمر الدراسات الدولية لتلك السنة في مدينة لندن.